# Moataz Yaseen
Moataz Yaseen Mahjoub Al Fityani (arabe : معتز ياسين محجوب الفتياني), né le 3 novembre 1982 en Jordanie, est un joueur de football international jordanien, au poste de gardien de but.

## Biographie

### Carrière en club
Avec le club de Shabab Al-Ordon Club, il remporte une Coupe de l'AFC en 2007, en battant l'équipe d'Al-Faisaly Club (Amman). 

### Carrière en sélection
Avec l'équipe de Jordanie, il possède 6 sélections (pour aucun but inscrit) depuis 2009. 
Il figure dans le groupe des sélectionnés lors des Coupes d'Asie des nations de 2011 et de 2015. La sélection jordanienne atteint les quarts de finale de la compétition en 2011.

## Palmarès
Shabab Al-Ordon Club
| - Championnat de Jordanie (2) : - Champion : 2005-06 et 2012-13. - Vice-champion : 2008-09. - Coupe de Jordanie (2) : - Vainqueur : 2006 et 2007. - Finaliste : 2008 et 2009. |  | - Coupe JFA de Jordanie (1) : - Vainqueur : 2007. - Supercoupe de Jordanie (2) : - Vainqueur : 2007 et 2013. - Finaliste : 2006. - Coupe de l'AFC (1) : - Vainqueur : 2007. |